# کرکبی آن بین

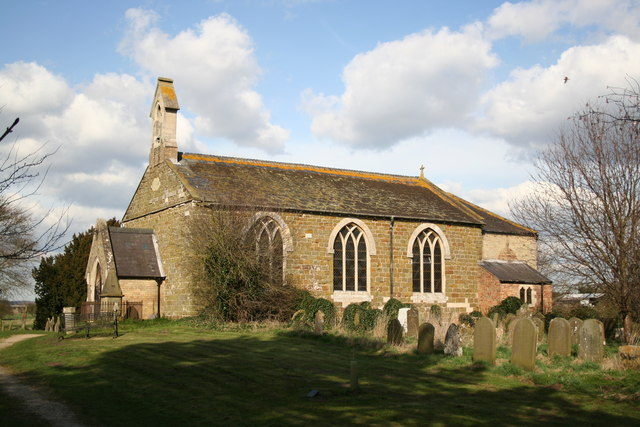
کلیسای سنت ماری، کرکبی-آن-بین

کرکبی آن بین (به انگلیسی: Kirkby on Bain) یک روستا و محله مدنی در بریتانیا است که در لیندسی شرقی واقع شده‌است. کرکبی آن بین ۷٫۳۱ کیلومتر مربع مساحت و ۲۹۵ نفر جمعیت دارد.